# سقف قرارداد
در ورزش حرفه‌ای سقف قرارداد به قانونی گفته می‌شود که برای مقدار پولی که یک تیم می‌تواند روی مبلغ قرارداد خرج کند محدودیت می‌گذارد. این محدودیت می‌تواند به‌ازای هر بازیکن یا برای تمام مخارج تیم یا هردو باشد. برخی از لیگ‌های ورزشی سقف قرارداد را برای پایین نگهداشتن مخارج کلی و نگهداشتن تعادل در رقابت بین تیم‌های ثروتمند و تیم‌های دیگر اعمال کرده‌اند.

## فوتبال ایران
در سال ۱۳۹۰، سازمان لیگ برتر ایران سقف قرارداد ۳۵۰ میلیون تومانی را برای بازیکنان و مربیان تیم‌های لیگ برتر تعیین کرد.